# 恋志谷神社

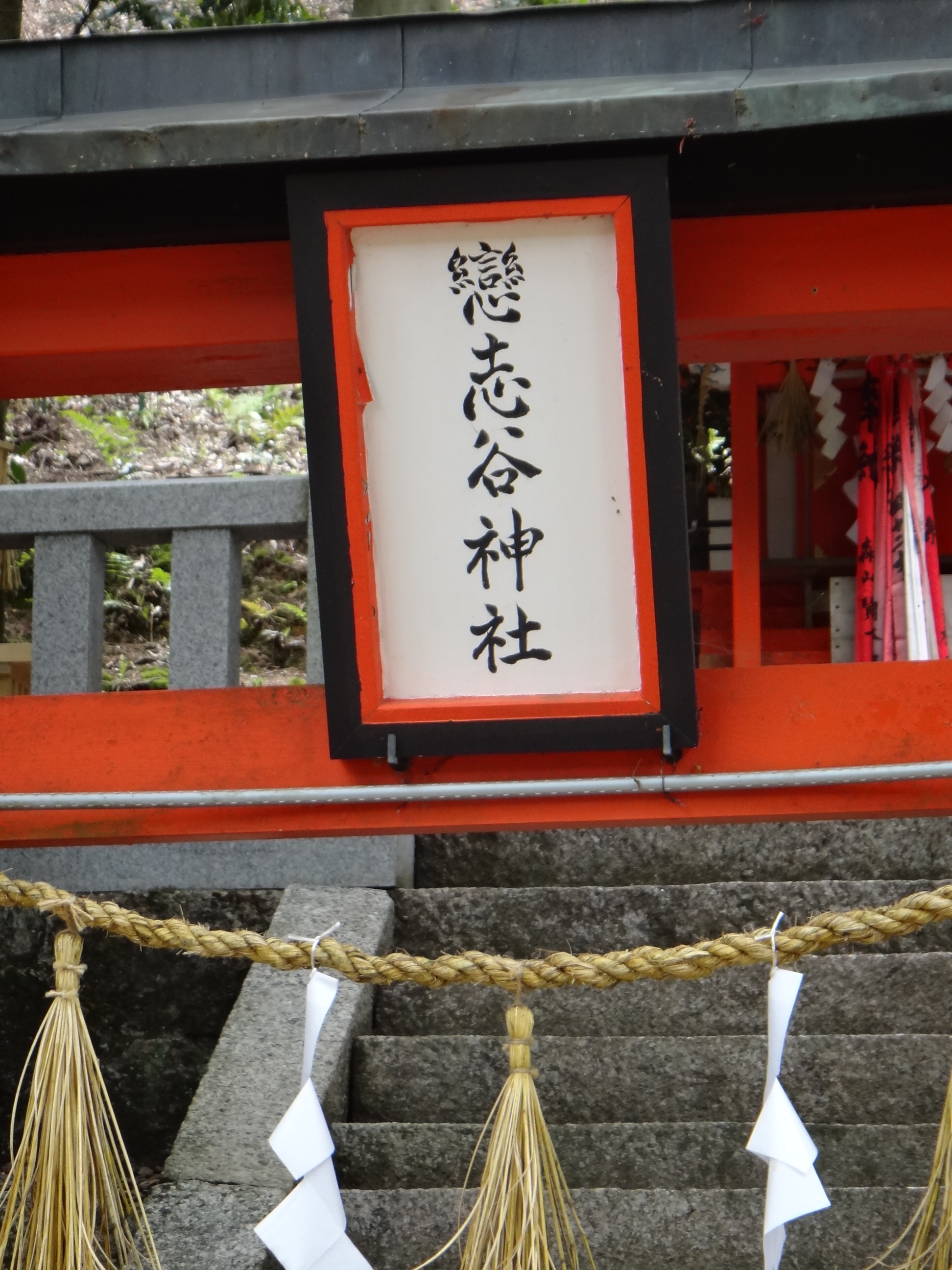
扁額

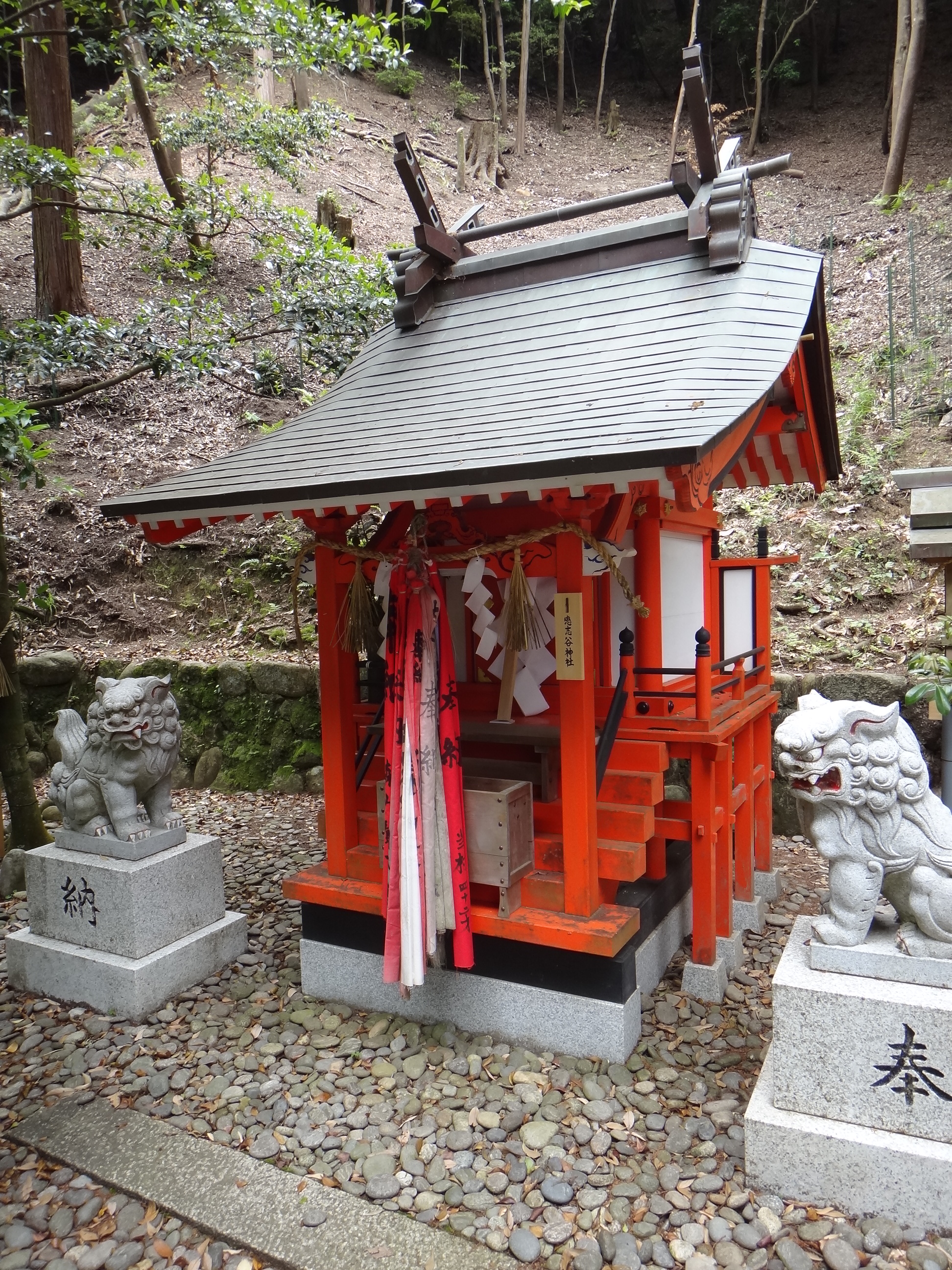
社殿

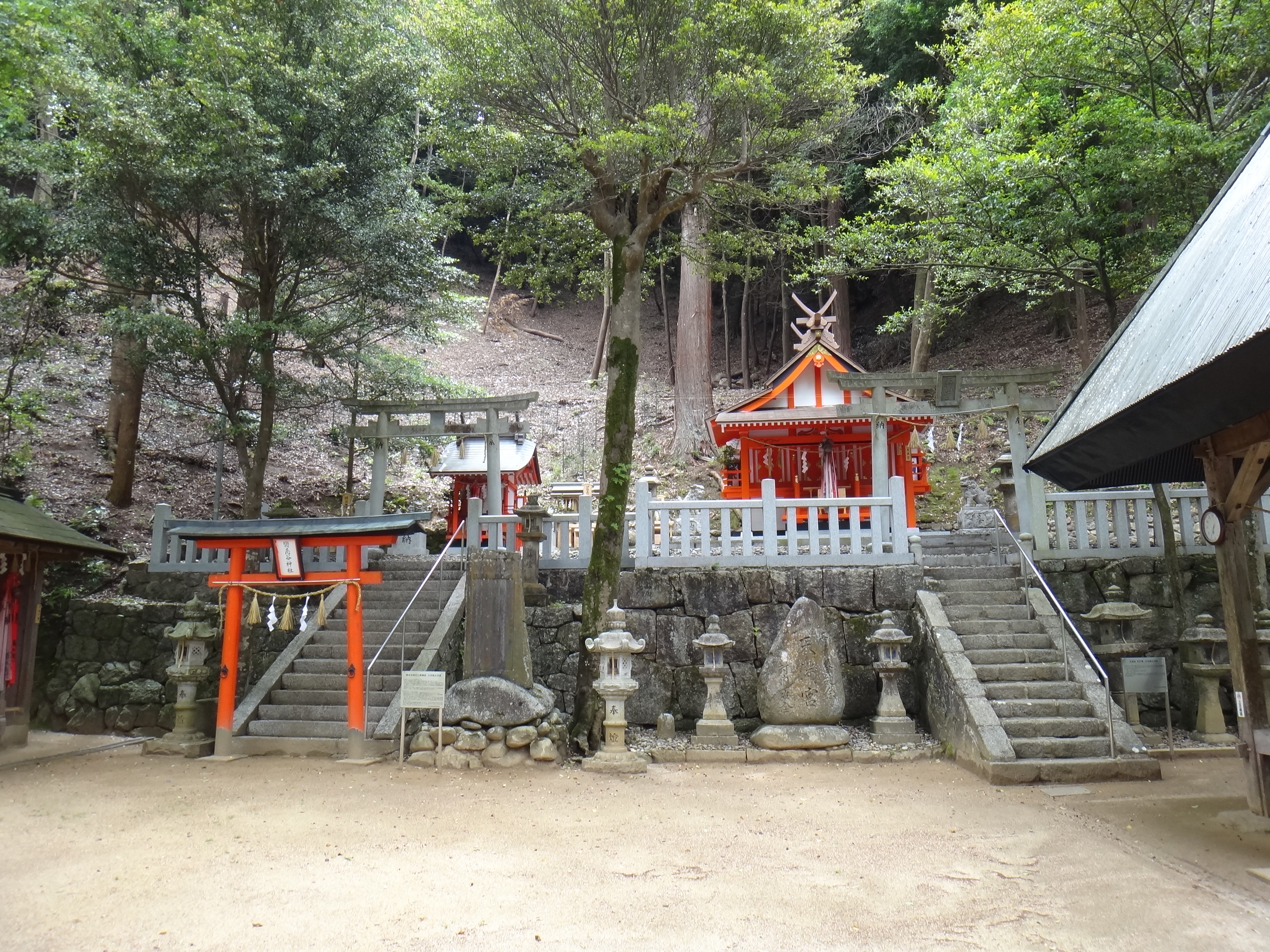
全景

恋志谷神社（こいしだにじんじゃ）は、京都府南山城村に鎮座する神社である。
南山城村天満宮の末社の斎神社（いつきじんじゃ）を恋志谷神社ともいう。

## 由緒
祭神の恋志谷姫は後醍醐天皇の后であり、元弘の乱の折、古森と称する地に崩御され、同地にて、祭祀されていたことが、当神社の起こりである。これは、境内にある大正6年造立の碑によると、恋志谷姫は後醍醐天皇の寵妃で、伊勢での療養から笠置へ戻ったところ、後醍醐天皇が元弘の乱により行方不明で会うことができず、悲しみのため病が重くなり、この地で自害したことを後の人が哀れんで祀ったとされる。この縁起から、本神社には病気を除く神としての信仰や恋を叶えるという信仰がある。
元治元年、現在地に、当神社は移転されたとされる。

## 境内
南山城村天満宮の境内に末社としてある。